# Triệu Minh Vương
Triệu Minh Vương (趙明王), húy Triệu Anh Tề (趙嬰齊) là vị vua thứ ba nhà Triệu nước Nam Việt, ở ngôi từ năm 125 TCN đến 113 TCN.

## Tiểu sử
Triệu Anh Tề là con trưởng của Triệu Văn Đế.
Sau khi giúp Văn Đế đánh bại quân Mân Việt, vua nhà Hán sai Trang Trợ sang Nam Việt dụ Văn Vương (tức Triệu Văn Đế) vào chầu, nhưng đình thần xin vua đừng đi, bèn cho thái tử Anh Tề đi thay.
Anh Tề làm lính túc vệ ở kinh thành Trường An nhà Hán. Ông yêu và lấy người con gái họ Cù ở Hàm Đan.
Anh Tề ở đất Hán 10 năm. Đến năm 125 TCN, vua cha là Triệu Văn Đế mất, Anh Tề được về nước để nối ngôi, tức là vua Triệu Minh Vương.
Khi lên ngôi, ông bèn cất giấu ấn của Tiên đế (tức Triệu Vũ Đế), bỏ tiếm hiệu (không xưng Đế nữa), lập Cù thị làm Vương hậu và trọng dụng Lữ Gia, thăng làm chức Thái phó. Sau đó ông sinh được con trai là Triệu Hưng và lập làm thế tử. Ngoài Cù thị và Triệu Hưng, ông còn có một bà vợ người Việt, sinh con là Triệu Kiến Đức và một người con khác là Thứ Công (次公). Cả Kiến Đức và Thứ Công đều lớn tuổi hơn Triệu Hưng.
Hán Vũ Đế mấy lần sai sứ giả sang dụ ông vào chầu. Triệu Minh Vương sợ vào yết kiến phải theo pháp độ nhà Hán ngang với các chư hầu ở trong triều, nên cố ý cáo ốm không đi và sai con là Thứ Công vào làm con tin.
Năm 113 TCN hoặc 115 TCN , Triệu Minh Vương qua đời, ở ngôi tất cả 12 năm. Thế tử Triệu Hưng lên ngôi, tức là Triệu Ai Vương.

## Nhận định
Đại Việt Sử ký Toàn thư nhận xét về Triệu Minh Vương như sau:
Nhà vua không cẩn thận về đạo vợ chồng, gây nên mối loạn cho nước nhà, không có gì đáng khen cả.